# پادشاه چونگنیول
پادشاه چونگنیول (کره‌ای: 충렬왕؛ ۳ آوریل ۱۲۳۶ – ۳۰ ژوئیهٔ ۱۳۰۸) از سال ۱۲۷۴ تا سال ۱۳۰۸ میلادی بیست و پنجمین پادشاه در پادشاهی گوریو (در کشور کره) امروزی بود. وی پسر ون جونگ بود و زمامدارای این کشور را در هنگام حمله مغول به ژاپن در دست داشت.
چونگنیول اولین حاکم گوریو بود که با عنوان «وانگ (왕)» به معنای «پادشاه» از وی یاد می‌شود. حاکمان قبلی نام‌های معابد را با پسوند «جو (조)» یا «جونگ (종)» داشتند که به معنی «جد ارجمند» و عنوانی است که معمولاً به امپراتورها اختصاص داشت. پس از آنکه گوریو خراجگزار دودمان یوآن شد امپراتور یوان قوبلای خان این عمل را کاهش قدرت خود تلقی کرد و دستور داد که حاکمان گوریو از این پس نتوانند چنین نام‌هایی را داشته باشند.
چونگنیول، به عنوان ولیعهد، پیشنهاد ازدواج با دختر قوبلای خان را داد. قوبلای خان موافقت کرد و از آن پس بیش از ۸۰ سال، پادشاهان گوریو با اعضای سلطنتی مغول ازدواج کردند. به وراث تاج و تخت نام‌های مغول داده شد و آنان تا رسیدن به بزرگسالی به خان بالق فرستاده شده و در آنجا بزرگ شدند.